# Verny (Franciaország)
Verny település Franciaországban, Moselle megyében. Lakosainak száma 2056 fő (2022. január 1.). Verny Coin-sur-Seille, Cuvry, Fleury, Goin, Pommérieux és Pournoy-la-Grasse községekkel határos.

## Népesség
A település népessége az elmúlt években az alábbi módon változott:
| Lakosok száma | 1925 | 1963 | 2057 | 1950 | 1951 | 1953 | 1981 | 2005 | 2056 |
|               | 2012 | 2015 | 2016 | 2017 | 2018 | 2019 | 2020 | 2021 | 2022 |